# Chrysobothris aeneola
Chrysobothris aeneola es una especie de escarabajo del género Chrysobothris, familia Buprestidae. Fue descrita científicamente por LeConte en 1860.